# Carl Johnson (Grand Theft Auto)
Carl Johnson, becenevén CJ, egy karakter és egyben főszereplő a Grand Theft Auto: San Andreas című játékban. A GTA-sorozat egyik kimagasló szereplője, és az első testreszabható GTA-szereplő. Szinkronhangja Young Maylay. A karaktert annyian kedvelik, hogy már egy mémmé nőtte ki magát.

## Élete
Az 1992-ben játszódó történetben Carl húszas éveinek közepén van. Apja Marulete Johnson, anyja Beverly, testvérei Sean „Sweet”, Kendl, és Brian. A gyerekek Los Santos város Ganton nevű nyomornegyedében nőttek fel, legjobb barátaik Marvin Harris (Big Smoke) és Lance Wilson (Ryder) voltak. Bandát alapítottak Grove Street Families néven, melynek Sweet volt a vezére. Egy rivális bandával való puskálkodás során Brian meghal, és a többiek Carlt okolják, hogy nem akadályozta meg a tragédiát. Carl elmenekül Liberty Citybe.
A videójáték cselekménye öt évre rá kezdődik, mikor Carl értesül anyja haláláról, és visszatér Los Santosba. Találkozik régi barátaival, és elhatározzák, hogy visszaállítják az időközben meggyengült Grove Street Families hírnevét. Egy sor kaland után rájön, hogy Smoke és Ryder elárulta a bandát, és Beverly haláláért is ők a felelősek. Egy bandák közötti összecsapás után menekülni kényszerül Los Santosból, majd különféle szolgáltatásokat teljesít különböző embereknek, melynek eredményeként sikerül kinyírnia Rydert és Smoke-ot, felszámolja az árulók üzleteit, kiszabadítja Sweetet a börtönből, leszámol a korrupt rendőrrel, és feltámasztja a Grove Street Familiest.

## Személyisége
A GTA-sorozat többi főszereplőjével ellentétben Carl meggondolt, kevésbé erőszakos személyiség.[forrás?]